# Dentalium tomlini
Dentalium tomlini is een Scaphopodasoort uit de familie van de Dentaliidae. De wetenschappelijke naam van de soort is voor het eerst geldig gepubliceerd in 1918 door Melvill.